# Tożsamość (album)
Tożsamość/Identity – dziesiąty album studyjny heavymetalowej grupy Turbo. Poza wydaniem standardowym została wydana także edycja limitowana zawierająca dodatkowy album koncertowy Akustycznie. W 2005 roku ukazała się anglojęzyczna wersja płyty pt. Identity. W ramach promocji do utworu „Paranoja” został zrealizowany teledysk, który wyreżyserował Łukasz Jankowski.

## Lista utworów
1. „Paranoja” – 6:08
2. „Samotnia” – 4:43
3. „Legenda Thora” – 5:35
4. „Człowiek i Bóg” – 7:09
5. „Eneida” – 8:39
6. „Maqmra” – 5:37
7. „Pismo” – 9:55
8. „Otwarte drzwi do miasta” – 8:01

| Bonus CD, Koncert |
| --- |
| 1. „Powitanie” 2. „Ach! Nie bądź taki śmiały” 3. „Wszystko będzie OK” 4. „Kawaleria Szatana II” 5. „Cały czas uczą nas” 6. „Coraz mniej” 7. „Szalony Ikar” 8. „Fabryka keksów” 9. „Czy mnie nie ma” 10. „Lęk” 11. „Pozorne życie” 12. „Smak ciszy” 13. „Dorosłe dzieci” 14. „Już nie z tobą” 15. „Wybieraj sam” 16. „Jaki był ten dzień” |

| Wersja anglojęzyczna – Identity |
| --- |
| 1. „Legend of Thor” 2. „Maqmra” 3. „The Man and The God” 4. „Paranoia” 5. „Eneida” 6. „Hermitage” 7. „The Scroll” 8. „Opened Doors of The City” |

## Twórcy
- Grzegorz Kupczyk – wokal
- Wojciech Hoffmann – gitara
- Bogusz Rutkiewicz – gitara basowa
- Dominik Jokiel – gitara
- Tomasz Krzyżaniak – perkusja